# انجمن معماران لهستان
انجمن معماران لهستان (لهستانی: Stowarzyszenie Architektów Polskich) یا به اختصار SARP، یک انجمن حرفه‌ای معماران در کشور لهستان است که در سال ۱۹۳۴ میلادی بنیان نهاده شد و از سال ۱۹۴۸ عضو اتحادیه بین‌المللی معماران (UIA) و اتحادیه بین‌المللی معماران منظر (IFLA) است. ژورنال‌های علمی، کتاب‌ها و مجلات معماری نیز، توسط این انجمن منتشر می‌شود.
مقر اصلی این انجمن در ورشو واقع شده، اما ۲۵ نمایندگی در سرتاسر لهستان از جمله شهرهای کاتوویتسه، کراکوف، وروتسواو، پوزنان و اوپوله دارد..
ریشه و تاریخچهٔ این انجمن، به «انجمن فناوری کراکوف» (۱۸۷۷) و «هیئت نمایندگی معماران لهستان» (۱۹۰۸) بر می‌گردد و در واقع ادغامی از «انجمن معماران لهستانی» (برپاشده در ورشو به سال ۱۹۲۶) و «اتحادیهٔ انجمن‌های معماران لهستانی» (برپاشده در پوزنان در سال ۱۹۲۹) است.
این انجمن بر کیفیت معماری ساختمانی، معماری منظر، محیط زیست، برنامه‌ریزی شهری نظارت دارد و نمایشگاه‌ها و رویدادهای فرهنگی، علمی، آموزشی و مسابقات معماری گوناگونی برپا و اجرا می‌کند.